# کی بیسکین (فلوریدا)
کی بیسکین (به انگلیسی: Key Biscayne) روستای در شهرستان میامی-دید، فلوریدا است که در سال ۱۹۹۱ بنیان‌گذاری شده‌است. این روستا طبق سرشماری سال ۲۰۱۰ میلادی، ۱۲٬۳۴۴ نفر جمعیت داشته و مساحت آن نیز ۳٫۶ کیلومتر مربع است.

## نگارخانه

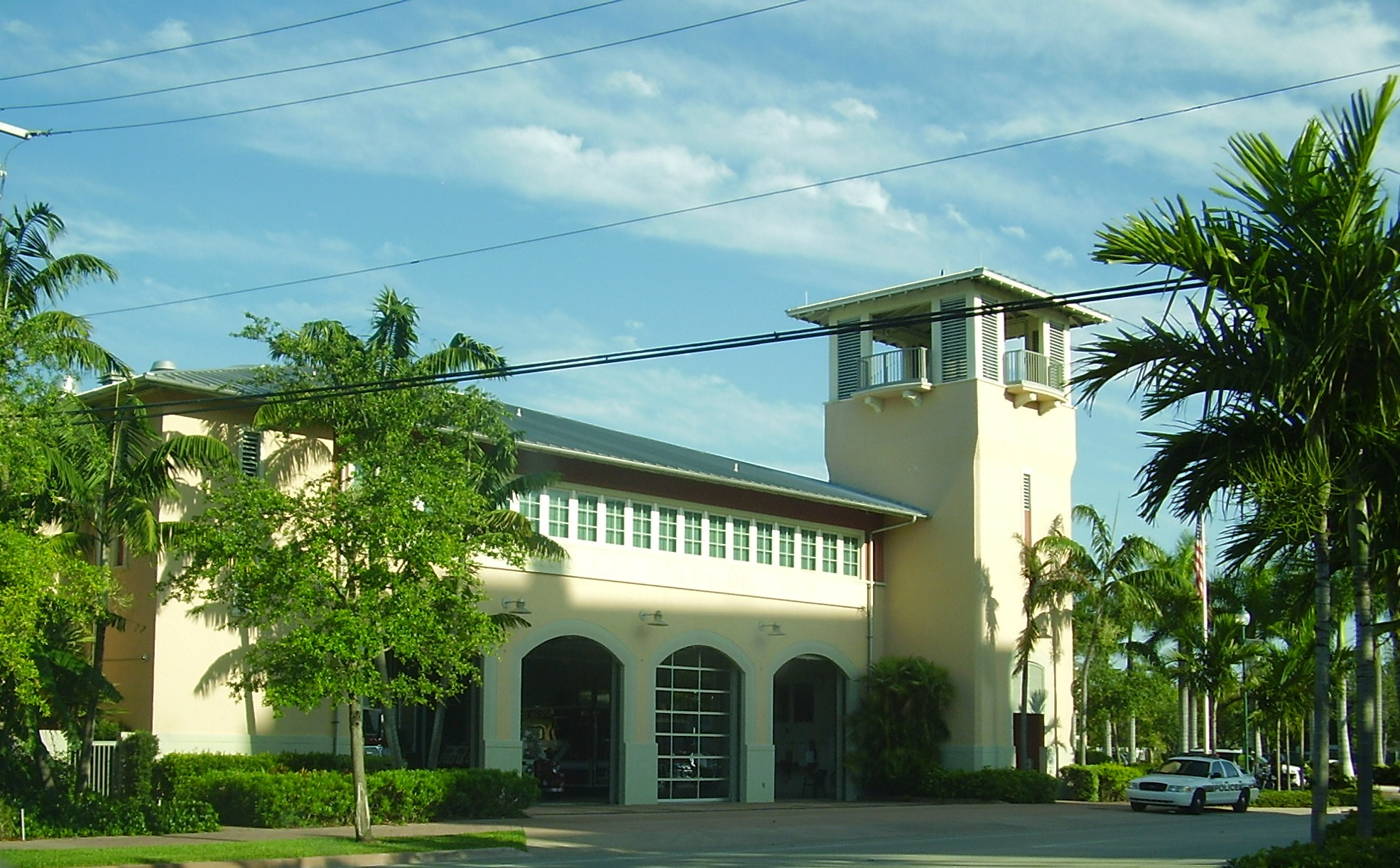